# 巴川口駅
巴川口駅（ともえがわぐちえき）は、静岡県清水市（現・静岡市清水区）清開1丁目にあった日本国有鉄道（国鉄）清水港線の駅（廃駅）である。清水港線廃線に伴い1984年（昭和59年）4月1日に廃止となった。

## 歴史
- 1944年（昭和19年）
  - 7月1日：東海道本線貨物支線の貨物駅として開業[1]。
  - 12月1日：旅客営業を開始（一般駅となる）[3]。同時に清水港線に所属線を変更[4]。
- 1947年（昭和22年）2月1日：荷物の取扱を開始[5]。
- 1964年（昭和39年）2月1日：荷物の取扱を廃止[2]。
- 1984年（昭和59年）4月1日：廃止[2]。

## 駅構造
島式ホーム1面2線を有していた地上駅。ホームから駅舎へ向かうには、数本の側線を渡る必要があった。駅舎の北側には、1面1線の貨物ホームがあった。貨物取扱が主体の駅で、駅員はいたが改札業務はせず、旅客駅としては無人駅であった。
当駅は清水港富士見埠頭の近くにあり、埠頭の倉庫へ続く側線が多くあった。また小野田セメント清水サービスステーションや富士製粉清水工場、フジ日本精糖清水工場へ続く専用線もあった。
また、駅北側に流れる巴川に架かっていた巴川可動橋の操作は当駅で行っていた。

## 駅周辺
- 静清環境センター
- 太平洋セメント清水サービスステーション
- 静岡市清水総合運動場
- フジ日本精糖清水工場
- 清水港富士見埠頭
- 巴川

## 隣の駅
日本国有鉄道
清水港線
清水埠頭駅 - 巴川口駅 - 折戸駅

## 駅跡地
- 駅の跡地は静清環境センター（下水処理場）となっている。敷地内にプラットホームの一部が残されており、線路と共に整備されて保存されている。通常は非公開であるが、敷地外からも見える。
- 駅の折戸側からは廃線跡が自転車・歩行者用道路として整備されている。可動橋は保存の動きがあったが、塩害等によって老朽化が進行していた事と、船舶の航行の妨げとなることから撤去された。